# Домът на Бернарда Алба
„Домът на Бернарда Алба“ е пиеса на Федерико Гарсия Лорка.
В България е поставяна от няколко режисьори:
- Възкресия Вихърова [1],
- Елена Панайотова[2],
- Стоян Радев[3],
- Младен Киселов[4],
- Николай Младенов [5],
- Екатерина Казакова [6].
- Иванка Михова
- Емилия Ованесян
- Александър Илиев